# 노재우
노재우(盧載愚, 1937년 4월 15일 ~)는 노태우의 동생이다. 대통령의 동생으로 있던 시절 새마을운동 중앙본부 사무총장, 회장을 맡았다.

## 가족 관계
- 할아버지 : 노영수(盧永洙)
- 아버지 : 노병수 (盧秉壽, 1901년 ~ 1940년)
- 어머니 :  김태향(金泰香, 1907년 ~ 1999년 4월 5일)
  - 형님 : 노태우(盧泰愚, 1932년 12월 4일 ~ 2021년 10월 26일)
  - 형수 : 김옥숙 (金玉淑, 1935년 9월 8일 (1935년 음력 8월 11일) - )
    - 조카 : 노소영 (盧素英, 1963년 3월 31일 ~ )
    - 조카 : 노재헌 (盧載憲, 1965년 11월 3일 ~ )

  - 부인 : 백송주(白松州,1942년 ~ )
    - 장남 : 노호준 (盧昊埈, 1962년 9월 2일 ~ )
    - 차남 : 노성준 (盧星埈, 1964년 12월 3일~ )